# Classe Orion (sous-marin)
Pour les articles homonymes, voir Orion.
La classe Orion est une petite série de deux sous-marins de la Marine nationale française. Construits entre 1928 et 1931, ils ont servi durant l'entre-deux-guerres et le début de la Seconde Guerre mondiale.

## Navires
| Nom           | Quille         | Lancé         | Terminé        |
| ------------- | -------------- | ------------- | -------------- |
| Orion (Q165)  | 9 juillet 1929 | 21 avril 1931 | 5 juillet 1932 |
| Ondine (Q166) | 30 août 1929   | 2 mai 1931    | 5 juillet 1932 |